# Louis Guibal
Pour les articles homonymes, voir Guibal.
Louis Guibal est un homme politique et avocat français né le 11 décembre 1859 à Toulouse (Haute-Garonne) et décédé le 12 juin 1941 à Montpellier (Hérault). Catholique conservateur, il siège dans le groupe des Indépendants de droite de 1919 à 1924.

## Biographie

### Brillant avocat
Louis Guibal fait de brillantes études, obtenant notamment le premier prix de version latine au Concours général des lycées. Il s'oriente vers des études de droit et obtient la médaille d'or du Concours du doctorat des Facultés de droit. Féru de grec et de latin, il obtient également une Licence ès lettres. 
Il s'inscrit ensuite au barreau de Montpellier en 1883 et gagne par ses qualités la confiance et l'estime de ses pairs, si bien qu'il est élu bâtonnier des avocats de Montpellier en 1897. Il est reconduit à ce poste sept fois entre 1897 et 1933.  

### Homme politique de droite
Il parvient à se faire élire au Conseil général de l'Hérault, puis il se présente aux élections législatives de 1919 sur la liste d'union nationale. Il s'oppose à la liste d'union socialiste menée par le député sortant Édouard Barthe. Les socialistes, fortement implantés dans la région, se présentent sur un programme de défense des combattants et d'action économique tandis que la liste du Bloc national se réclame de la devise « ordre, travail, progrès ». Louis Guibal arrive en deuxième position derrière Edouard Barthe et donc en première position de la liste d'union nationale ; il est donc élu à la Chambre des députés. Sa liste remporte 3 des 7 sièges mis en jeu dans le département de l'Hérault. 
D'opinions royalistes, il siège à droite dans le groupe des Indépendants de droite de Hyacinthe de Gailhard-Bancel. Durant la législature, il fait partie de la commission de l'enseignement et des beaux-arts et de la commission de la législation civile et criminelle.
Il est spécialiste des problèmes de loyers, problèmes qui se posent avec une acuité particulière en raison des destructions de la Grande guerre. Mettant à profit son expertise en droit civil, il est rapporteur des propositions de loi concernant : la légitimation des enfants naturels décédés, la modification du régime de l'adoption et la répression du délit d'abandon de famille.
Aux élections législatives de 1924, la liste du Cartel des gauches d'Édouard Barthe remporte tous les sièges de l'Hérault et la liste « d'union nationale et d'union républicaine » de Louis Guibal ne parvient à pas à de maintenir.
À la suite de cette défaite, Louis Guibal se retire de la politique et retourne à sa vie familiale et sa profession d'avocat.
Connu dans la région pour sa grande dévotion et sa grande charité, Louis Guibal bénéficie d'obsèques importantes, suivies par de nombreux notables, hommes d’Église et petites gens de Montpellier.

## Hommages et distinctions
Louis Guibal est chevalier de la Légion d'honneur et membre de l'Académie des sciences et lettres de Montpellier dans la section Lettres.
En 1943, lors de son discours d'entrée à l'Académie des sciences et lettres de Montpellier, l'historien Jean Sarrailh choisit de rendre hommage à Louis Guibal, qu'il présente comme un « homme de devoir [...] qui avait consacré sa vie à se dévouer et à servir » et « un grand Français ».